# 穆罕默德汗·穆罕默多夫
穆罕默德汗·穆罕默多维奇·穆罕默多夫（俄语：Магомедхан Магомедович Магомедов，1998年1月27日—），阿塞拜疆男子摔跤运动员，2022年世界摔跤锦标赛男子自由式97公斤级铜牌得主、2023年世界摔跤锦标赛男子自由式97公斤级银牌得主、2024年夏季奥林匹克运动会男子自由式97公斤级铜牌得主。